# Cuadrante de Ajaz

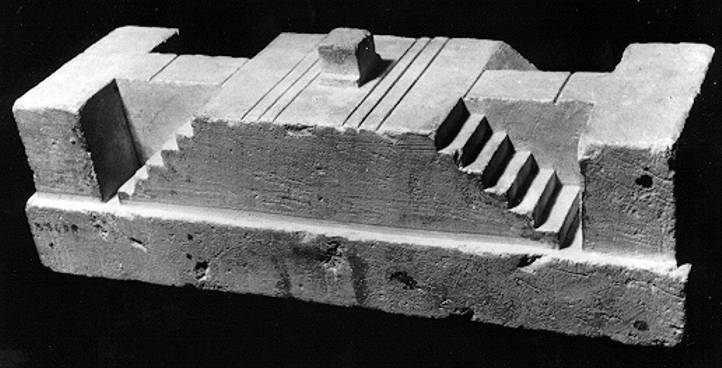
Debido a la referencia explícita a unos peldaños, algunos escritores suponen que el «cuadrante de Ajaz» era una especie de zigurat solar. Los judíos, cuando estuvieron en el exilio en Mesopotamia, veían dispositivos de los que desconocían su utilización. El zigurat (especie de templo) puede haber sido uno de ellos.

El cuadrante de Ajaz es un dispositivo mencionado en la Biblia.
El Segundo libro de los reyes, compuesto después del siglo VII a. C., cuenta que cuando el rey Ezequías enfermó gravemente, el profeta Isaías lo curó con una masa de higos puesta sobre sus heridas, indicándole que su vida se alargaría quince años más de los que tenía su destino:

Ezequías preguntó a Isaías: «¿Con qué señal conoceré yo que Yavé me curará?». Isaías le respondió: «La señal por la que conocerás que Yavé cumplirá con la palabra que ha pronunciado será: "La sombra avanzará diez gradas o retrocederá diez gradas"». «Poca cosa ―respondió Ezequías― es que avance diez gradas la sombra en el reloj de Ajaz; no así que retroceda.»
Segundo libro de los reyes (20.8-12)

Entonces el profeta Isaías invocó a Yavé, quien hizo que la sombra del cuadrante de Ajaz retrocediera diez «peldaños».

## Características
A día de hoy se desconoce la forma y composición de este cuadrante. Puede haber sido un reloj borela (reloj vertical)[cita requerida] o, si no, un reloj de sol.[cita requerida]